# Mikronesiska federationen
Mikronesiska federationen är en självständig suverän önation och en amerikansk associerad stat bestående av fyra delstater, Yap, Chuuk, Pohnpei och Kosrae som är utspridda i Mikronesien i västra Stilla havet norr om Papua Nya Guinea. Tillsammans har landet 607 öar precis norr om ekvatorn. Staten ligger nordost om Nya Guinea, söder om Guam och Marianerna, väster om Nauru och Marshallöarna, öster om Palau och Filippinerna och 2 900 kilometer norr om östra Australien samt 4 000 kilometer sydväst om huvudön på Hawaii. Huvudstaden är Palikir på Pohnpeiön.
Mikronesiska federationen var tidigare en del av Förenta nationernas förvaltarskapsområde i Stilla havet, som förvaltades av USA. Den 10 maj 1979 blev Mikronesiska federationen autonom republik och den 3 november 1986 utropades fullt oberoende genom Compact of Free Association med USA.
Mikronesiska federationen är beläget i regionen Mikronesien som består av hundratals små öar indelade i åtta territorier. Termen Mikronesien kan avse de federerade staterna eller regionen som helhet.

## Historia
Öarna har troligen bebotts sedan omkring 1000 f.Kr. Det var en kultur med en hövding som var centrerad på ön Yap. Senare utvecklades kulturen till en centraliserad ekonomisk och religiös kultur. Kulturen är känd för sin traditionella valuta Rai, stenpengarna som används som symboliska gåvor än idag.
Nan Madol är en stad, bestående av en serie konstgjorda öar som sammanbinds med kanaler, som ofta kallats "Söderhavets Venedig". Den ligger på den östra utkanten av ön Pohnpei och var det ceremoniella och politiska sätet under Saudeleur-riket som förenade Pohnpei mellan år 500 och 1500, då det centraliserade systemet kollapsade.
Europeiska upptäckare var på öarna under 1500-talet. Först portugiserna som sökte efter Kryddöarna (Indonesien) och sedan spanjorerna som nådde Karolinerna under 1500-talet. Spanien inkorporerade arkipelagen i Spanska Ostindien som på 1800-talet etablerat ett stort antal utposter på ögruppen. År 1887 grundade spanjorerna staden Santiago de la Ascension som idag är Kolonia på ön Pohnpei.
Efter nederlaget i det spansk-amerikanska kriget sålde Spanien öarna 1899 till Kejsardömet Tyskland i det Tysk-spanska fördraget. Tyskland införlivade ögruppen i Tyska Nya Guinea.
Under första världskriget ockuperades området i oktober 1914 av Japan. Japan erhöll sedan förvaltningsmandat över området vid Versaillesfreden 1919 av Nationernas Förbund. Chuuk blev då huvudorten i det japanska Nan'yo Cho (Japanska Stillahavsmandatet) fram till juli 1921 då förvaltningen flyttade till Koror.
Under det andra världskriget användes ögruppen som flyg- och flottbas av Japan tills USA erövrade området under 1944. Efter kriget år 1947 utsågs Karolinerna till förvaltarskapsområde av Förenta nationerna (FN) och fick förvaltas av USA som en del av Förenta nationernas förvaltarskapsområde i Stilla havet.
Den 10 maj 1979 bildades den autonoma federationen Mikronesien med lokalt självstyre. Palau, Marshallöarna och Nordmarianerna valde att inte ingå i federationen. Den 3 november 1986 blev landet helt självständigt från USA.

## Geografi
Mikronesiska federationen består av 607 öar som sträcker sig cirka 2 900 kilometer från väst till öst och utgör större delen av Karolinerna. Öarna har en sammanlagd yta på 702 km². Huvudön ligger cirka 3 250 kilometer öster om Filippinerna och cirka 2 000 kilometer nordöst om Papua Nya Guinea, och dess geografiska koordinater är 6°51' N och 158°13' Ö.

### Topografi och hydrografi
De flesta av öarna i Mikronesiens federerade stater är atoller, som består av vulkaniska bergarter täckta av korallkalk. Ofta har de ett tunt lager bördig jord. Yap, som ligger längst västerut, har dock en kontinentalt ursprung och har bildats genom veckning av jordskorpan. Den högsta punkten är 790 meter över havet och finns på ön Pohnpei i östra delen av området. Mellan Yap och Marianerna ligger Challengerdjupet, världens djupaste kända punkt i havet.

### Klimat
Klimatet är tropiskt, med en årsmedeltemperatur på mellan 26 och 29 grader Celsius. Nederbörden är hög och uppgår i genomsnitt till cirka 3 000 millimeter per år.

### Växt- och djurliv
Växtlivet har huvudsakligen malajiskt ursprung. Även om det finns få unika växtsläkten, är andelen endemiska arter hög. Kokospalmer dominerar ofta kustregionerna, medan de inre delarna av många öar består av buskmarker och gräsbevuxna platåer. Skruvpalmer är vanliga, och mangrove förekommer vid flodmynningar.
Djurlivet i havet kring öarna är rikt, med många korallrev som hyser en mångfald av arter. Landfaunan är däremot begränsad, med endast några få arter fladdermöss och råttdjur bland däggdjuren. Omkring 130 fågelarter har observerats, inklusive flera flyttfåglar. Det finns också ett fåtal inhemska arter av ormar och ödlor.

### Naturskydd
Det finns inga större naturskyddsområden i Mikronesiens federerade stater.

## Styre och politik

### Författning och styre
Enligt 1979 års konstitution är Mikronesiska federationen en federal och demokratisk stat. Federationen består av fyra delstater: Kosrae, Yap, Pohnpei och Chuuk.
Den högsta lagstiftande makten ligger hos kongressen, som består av 14 senatorer. Fyra senatorer representerar delstaterna och har en mandatperiod på fyra år, medan de övriga tio väljs för två år från mindre valkretsar, indelade efter befolkningsstorlek. Den verkställande makten utövas av en president, som utses av kongressen bland de fyra delstatsrepresentanterna. Presidentposten roterar mellan delstaterna.

#### Presidenter
| President          | År                        | Vicepresident     |
| ------------------ | ------------------------- | ----------------- |
| Tosiwo Nakayama    | 1979–1983                 | Petrus Tun        |
| Tosiwo Nakayama    | 1983–1987                 | Bailey Olter      |
| John Haglelgam     | maj 1987–maj 1991         | Hiroshi Ismael    |
| Bailey Olter       | maj 1991–8 maj 1997       | Jacob Nena        |
| Jacob Nena         | maj 1997–11 maj 1999      | Leo Amy Falcam    |
| Leo A. Falcam      | 1999–2003                 | Redley A. Killion |
| Joseph J. Urusemal | 2003–2007                 | Redley A. Killion |
| Manny Mori         | 11 maj 2007–2015          | Alik L. Alik      |
| Peter M. Christian | 11 maj 2015 – 11 maj 2019 | Yosiwo George     |
| David W. Panuelo   | 11 maj 2019–              |                   |

### Administrativ indelning
Mikronesiska federationen består av fyra delstater som representeras av varsin vit stjärna på statens flagga. De fyra delstaterna har egna konstitutioner, lagstiftande församlingar och guvernörer. På lokal nivå finns kommuner och byar. Kommunerna styrs av valda magistrater och råd, medan byarna leds enligt traditionella strukturer.
| Flagga | Delstat | Huvudstad | Guvernör       | Yta km² | Folkmängd | Befolkningstäthet per km² |
| ------ | ------- | --------- | -------------- | ------- | --------- | ------------------------- |
|        | Chuuk   | Weno      | Johnson Elimo  | 127     | 54 595    | 420                       |
|        | Kosrae  | Tofol     | Lyndon Jackson | 110     | 9 686     | 66                        |
|        | Pohnpei | Kolonia   | John Ehsa      | 345     | 34 685    | 98                        |
|        | Yap     | Colonia   | Tony Ganangyan | 118     | 16 436    | 94                        |

Delstaterna är indelade i kommuner.

### Rättsväsen
Rättssystemet består av en högsta domstol samt delstatliga domstolar och appellationsdomstolar.

### Försvar
Landet har ett avtal om fri associering med USA, som upprättades 1986 och omförhandlades 2004. Genom detta avtal har USA ansvar för landets säkerhet.

## Ekonomi
Mikronesiens ekonomi präglas av en stark dominans av servicenäringar, där offentlig förvaltning står för en stor del av BNP. Trots detta försörjer sig en betydande del av befolkningen fortfarande genom jordbruk och fiske.

### Jord- och skogsbruk, fiske
Jordbruk och fiske spelar en central roll för många invånare, särskilt på landsbygden. De flesta ägnar sig åt självförsörjningsjordbruk och föder upp svin och fjäderfä. Kommersiell odling upptar bara en liten del av arealen och består främst av bananer, kokosnötter, jams, kassava och brödfrukter. En viktig inkomstkälla för landet är uthyrning av fiskerättigheter till utländska företag, främst från Japan, vilket genererar betydande intäkter.

### Energi och råvaror
Mikronesiens naturresurser är begränsade, och landet saknar större industrianläggningar för råvaruutvinning. Beroendet av importerade varor är stort, och energibehovet täcks huvudsakligen av importerade fossila bränslen.

### Industri
Industrin är i stort sett obefintlig, men småskalig verksamhet som byggnation, sömnad, mattvävning och båtbygge har viss betydelse för den lokala ekonomin. Exporten är begränsad och består främst av fisk, hantverksprodukter och bananer. Dock är landets handelsbalans negativ, då importen vida överstiger exporten.

### Tjänster och turism
Turismsektorn växer, även om den fortfarande är underutvecklad på grund av otillräcklig infrastruktur. Med stöd från USA görs satsningar på att förbättra flygplatser och hamnar för att locka fler besökare. Landets främsta turistattraktioner inkluderar ruinstaden Nan Madol på Pohnpei, historiska krigsskådeplatser från andra världskriget och möjligheter till djuphavsdykning i de omgivande korallrika vattnen. De cirka 20 000 turister som besöker landet varje år bidrar till att stärka dess ekonomi.

## Befolkning

### Demografi
År 2021 hade Mikronesiska federationen en befolkning på cirka 101 700 personer, fördelade enligt följande: Yap med ungefär 11 procent, Chuuk med cirka 50 procent, Pohnpei med 32 procent och Kosrae med 7 procent. Landets befolkning är ung, med 28 procent under 15 år, och växer i en takt av 0,6 procent per år.

#### Större städer
De största orterna är delstatshuvudstaden Weno i Chuuk (13 900 invånare) och landets officiella huvudstad Palikir på Pohnpei (6 600 invånare, 2010).

#### Minoriteter
Majoriteten av invånarna är mikronesier, förutom på de isolerade atollerna Nukuoro och Kapingamarangi i delstaten Pohnpei, där invånarna är polynesier.

#### Migration
Många invånare emigrerar, främst till Guam, Saipan eller Hawaii, vilket ger landet ett negativt nettomigrationssaldo. Under perioden 1993–2003 minskade befolkningen med i genomsnitt 0,08 procent per år.

### Språk
Engelska är det officiella språket i landet. Invånarnas modersmål är dock olika austronesiska språk.

### Religion
Omkring 55 procent av befolkningen är katoliker, medan cirka 41 procent är protestanter. Bland religiösa minoriteter finns bland annat anhängare av kinesiska traditionella religioner och bahaireligionen.

## Internationella rankningar
| Organisation                                | Undersökning                   | Rankning   |
| ------------------------------------------- | ------------------------------ | ---------- |
| Heritage Foundation/The Wall Street Journal | Index of Economic Freedom 2019 | 149 av 180 |
| Reportrar utan gränser                      | Pressfrihetsindex 2019         | N/A        |
| Transparency International                  | Korruptionsindex 2018          | N/A        |
| FN:s utvecklingsprogram                     | Human Development Index 2018   | 135 av 189 |